# شرب خلوي

الشرب الخلوي أو الاحتساء أو امتصاص السوائل الخلوي (بالإنجليزية: pinocytosis) في البيولوجيا الخلوية، («شرب الخلية»، «معظم مراحل الاحتساء»، «احتساء غير محدد وغير امتصاصي»، «التقام السائل») هو شكل من أشكال الالتقام (بالإنجليزية: endocytosis) الذي يتم فيه جلب جزيئات صغيرة إلى داخل الخلية والتب تشكل انغلاف ثم تعلق بعد ذلك داخل حويصلات صغيرة (الحويصلات الاحتسائية) على أن تندمج في وقت لاحق مع اليحلولات (بالإنجليزية: lysosomes) لتتحلل.
هذه العملية تتطلب الكثير من الطاقة في شكل أدينوسين ثلاثي الفوسفات، مركب كيميائي يستخدم كمصدر من مصادر الطاقة في معظم الخلايا.
ويستخدم الاحتساء في المقام الأول لامتصاص السوائل خارج الخلية (بالإنجليزية: extracellular fluids) (ECF)، وعلى النقيض من البلعمة، فأنه يولد حويصلات صغيرة جدا.
خلافا لالتقام بوساطة المستقبلات، الاحتساء هو غير محدد في المواد التي ينقلها. الخلية تأخذ السوائل المحيطة بها بما في ذلك جميع المواد المذابة الموجودة. الاحتساء يعمل مثل البلعمة أيضاً، والفرق الوحيد هو أن البلعمة تكون محددة بالمواد التي تنقلها. البلعمة بالحقيقة تلتف على الجزيئات كلها، التي تتكسر في وقت لاحق بواسطة الإنزيمات مثل اليحلولات ويتم استيعابهم في الخلايا. الاحتساء من ناحية أخرى، هو عندما تلف الخلية الطعام المنحل أوالمتكسر بالفعل.
في المقابل، ويسمى الالتقام محدد الجزيء الالتقام بوساطة مستقبلات.